# Горња Баточина
Горња Баточина је некадашње самостално насеље, а данас део насеља Баточина.

## Историја
Место се помиње у првом турском попису 1476/78. године под називом Турчин. Према овом попису Турчин је имао 9 кућа и једну срушену воденицу. Сеоба Срба 1690. године оставила је пуста села у атару данашње баточинске општине. Турски попис 1739/41. године нам доноси податке да је била жива само Баточина са 80 турских и 11 српских кућа. Такође је наглашено да Баточинци обрађују пусте њиве у Турчину и Бадњевцу.
У списку се помиње и манастир посвећен Светом Николи који се налазио у селу. Манастир се први пут помиње у турским пописима 1476, као манастир Ваведење. Средином XVI је ненастањен. По легенди овај манастир се звао Сурчинак.
На првом попису након завршетка Другог српског устанка 1818. Турчин је имао 9. домаћинства са 21 харачком главом. Кад је 12. јула 1895. године указом Турчин променио име у Горњу Баточину место је добило свој данашњи опсег. Као такво је 1898. године прикључено крагујевачком срезу. Село је одувек било у саставу општине Баточина, осим у периоду од 1875-1878 када је имало своју општину.

## Име насеља
Данашњи, уобичајени, назив за овај део Баточине је Горња Баточина и као такав се налази на саобраћајним знацима. Последњи званични назив овог дела је био Турчин док је било самостално насеље. Постајање овог имена је тројно:
- по првој варијанти у Горњој Баточини се налазила црква Сурчинак (Сурчин), коју је спалио турски ага или спахија, па се село прозвало Турчин;
- по другој варијанти Горња Баточина је носила назив Турчин по булкама (цвету) који је овде растао и које је локално становништво звало турчинак, па је целом насељу дало то име;
- по трећој и изгледа највероватнојој варијанти име је добијено по досељеницима из сремског села Сурчин досељеним за време карађорђевог устанка, па је тако током времена Сурчин прешло у Турчин.

Занимљиво је да је село имало још један званичан назив- Липовац које им је дао кнез Милош Обреновић, али ово име није заживело.

## Положај и историја насеља
Атар Горње Баточина се налази на територији катастарске општине Баточина (село). Насеље административно престаје да постоји 1979. године, када се насеља Баточина (варошица), Баточина (село) и Турчин, Законом о територијалној организацији, спајају у једно насеље Баточина.
Сама Горња Баточина се налази са десне стране Лепенице, у алувијалној равни и на обронцима брда Стражевице.

## Демографија
Број становника на пописима:
(број становника се може пратити до пописа 1971. године јер је 1979. године Горња баточина укинута као самостално насеље па је број становника од пописа 1981. у становништво насеља Баточина, на попису становништва 1931. године број становника Горње Баточине је урачунат у број становника насеља Баточина-село)
- попис становништва 1866. године: 179
- попис становништва 1874. године: 205
- попис становништва 1884. године: 273
- попис становништва 1890. године: 305
- попис становништва 1895. године: 324
- попис становништва 1900. године: 356
- попис становништва 1910. године: 461
- попис становништва 1921. године: 591
- попис становништва 1948. године: 459
- попис становништва 1953. године: 456
- попис становништва 1961. године: 473
- попис становништва 1971. године: 424

## Пољопривреда
Пољопривреда је водећа привредна грана по обиму производње као и по запослености локалног становништва.
Сточарство је најзначајнија грана производње у пољопривреди у насељу Горња Баточина. Сточарство је најтраженији део пољопривреде, јер њени производи (месо, маст, млеко, јаја) спадају у главне прехрамбене производе становништва. Сељак ситног пољопривредног газдинства у Горњој Баточини је сваштар, гаји више врста стоке. Гаји говеда, свиње, овце, коње и живину.